# Paoline Ekambi
Pour les articles homonymes, voir Ekambi.
 (janvier 2021).
Paôliné Ekambi Kingue, dite Paoline Ekambi, née le 14 mai 1962, est une joueuse internationale française de basket-ball, membre de l'équipe de France féminine de basket-ball, de 1980 à 1993, avec qui elle remporte deux médailles d'argent lors du Championnat d'Europe juniors, en 1981 (c’était la première fois qu’une équipe féminine française montait en jeune sur un podium), et du Championnat d'Europe 1993.
Elle est la première joueuse française à évoluer en championnat NCAA. Après avoir détenu le record de sélections en équipe de France, avec 254 participations, pendant plus de vingt ans. En octobre 2017, elle passe le relais à Céline Dumerc, sélectionnée à 262 reprises. Paoline Ekambi est la seconde joueuses les plus capées et occupe la troisième place, femmes et hommes confondus.

## Biographie

### Carrière sportive
Paoline Ekambi naît le 14 mai 1962 à Paris, d'une mère française et d'un père camerounais, ancien joueur professionnel de football avec l'équipe de l'Oryx Douala, aux côtés de Zacharie Noah, puis à FC Rouen, qui évolue alors en Première division. Elle est l'une des premières joueuses noires à évoluer en équipe de France de basketball, à la suite de Sokela Mangoumbel, qui ouvre la voie en 1938.
Elle commence le basket à treize ans, au sein du club de Sainte-Geneviève-des-Bois, dans l'Essonne, qui évolue au niveau départemental. Après à peine un an de pratique, elle intègre l'unité sport-études basket-ball de l’INSEP, en 1976, à l'âge de quatorze ans, dans le cadre de la première promotion nommée Horizon 80.
En 1981, elle remporte la médaille d'argent contre l'URSS, lors du Championnat d'Europe Junior. À dix-sept ans, elle entame une carrière de joueuse professionnelle au sein du club de basket-ball féminin Stade français, en Nationale 1 féminine, actuelle Ligue féminine de basket. Cette même année, elle gagne un titre de championne de France et obtient en mars 1980, à dix-huit ans, sa première sélection en équipe de France senior, lors d'une rencontre amicale contre la Tchécoslovaquie. Elle est alors l'une des plus jeunes joueuses sélectionnées en équipe de France senior.
Remarquée pour ses prestations en équipe de France senior, elle est sollicitée en 1979, par Lynette Woodard, championne olympique américaine 1984 et première femme à être admise au sein des fameux Globetrotters de Harlem en 1985, à l'occasion d'un match amical entre la France et les États-Unis qui se déroule en France. La joueuse américaine lui propose d'intégrer l'équipe universitaire des Jayhawks du Kansas. Joan Bonvicini, qui entraîne l'équipe 49ers de Long Beach State la sollicite également. Paoline Ekambi choisit finalement, en 1984, l'équipe des Red Foxes de Marist College, et évolue deux saisons dans le cadre de la Metro Atlantic Athletic Conference (MAAC), en Première division NCAA. Entre ses deux saisons, l'entraîneuse Marianne Stanley de Lady Monarchs d'Old Dominion, lui propose une bourse à l'occasion du championnat d'Europe 1985, qui se déroule en Italie. Paoline Ekambi qui, dans ce cas, aurait été redshirt, n'a cependant plus qu'un an d'éligibilité pour jouer dans le cadre universitaire américain et ne peut accepter cette offre. Elle est la première joueuse française à participer au Championnat universitaire américain NCAA.
Paoline Ekambi détient pendant vingt-quatre ans le record des sélections en équipe de France, avec 254 sélections, avant de transmettre, en 2017, le relais à la joueuse internationale Céline Dumerc. Elle est classée sixième des vingt joueuses ayant marqué le plus de points en équipe de France, avec 2 321 points. Elle est une des Capitaines de celle-ci pendant une période[Quand ?]. Son record de points en équipe de France est de 31 points, lors de la rencontre France-Yougoslavie, durant le championnat d'Europe de 1985. Avec l'équipe de France, elle remporte la médaille d'argent du Championnat d'Europe de 1993.
À l'âge de trente-et-un ans, elle met un terme à sa carrière en équipe de France, contre la Grèce, en reportant une médaille d'argent aux Jeux Méditerranéens de 1993, qui se déroulent à Lattes. Elle termine sa carrière de joueuse professionnelle à trente-cinq ans, au club de Bordeaux Chanteclerc.
Paoline Ekambi est considérée comme une des légendes du basket français, qui a marqué son temps. En 2012, elle est intronisée à la Hall of fames l'Académie du basket-ball français, ainsi qu'en 2021, dans celle du Comité de basket-ball de l'Essonne. En décembre 2024, elle est classée 17ème dans le Top 50 des joueuses françaises de tous les temps

### Parcours professionnel
En 2010, Paoline Ekambi obtient une certification en « Stratégie de Communication, Corporate Reputation », à l'HEC, suivie d'une certification de Community Manager, obtenue chez Tamento, la même année. Cinq ans plus tard, en 2015, elle cofonde Sportail Community, dont elle a la présidence, une entreprise de l'ESS ; agréée ESUS qui vise à connecter les talents sportifs de niveau international, professionnels, semi-professionnels et les entreprises pour les accompagner vers une reconversion efficiente. Elle est également conférencière.
En parallèle à ses activités professionnelles, elle participe, à la demande de Laura Flessel, alors Ministre des Sports en fonction, aux séminaires de la rénovation de la gouvernance du sport français, qui se trouvent sous l'égide, depuis octobre 2018, de Roxana Maracineanu. Après avoir été superviseure LNB sur des matches de PRO A et PRO B pendant deux saisons, jusqu'en 2012, Paoline Ekambi est également membre de la Commission Juridique et Discipline ainsi que membre du comité RSE de la Ligue nationale de basket, membre du bureau de l'Union Nationale des Sportifs Professionnels et de Haut Niveau (UNSHN), depuis sa création en février 2015. Elle est aussi membre Egal Sports, pour la parité femmes-hommes dans le sport, membre du réseau Expertes France et Expertes Francophones, dans la catégorie « Femmes de sport Egal Sport »qui a pour objectif de donner encore plus de visibilité à des femmes expertes, afin de pallier l'absence ou la rareté de la présence des femmes dans les médias, tout particulièrement dans le domaine du sport.
En 2016, elle occupe un poste de consultante sport sur France Télévisions, lors des Jeux olympiques de Sydney, puis sur Africa 24 TV, en 2016, à l'occasion des Jeux olympiques de Rio.
En 2020, elle participe au programme « Dirigeantes » du CNOSF, mis en place par la championne de boxe Sarah Ourahmoune, vice-présidente du CNOSF chargée des mixités, avec pour objectif de soutenir la féminisation des instances dirigeantes sportives et de valoriser l’engagement des femmes dans le sport.
Paoline Ekambi fait partie des « 100 RED For Executive Women », initié par le photographe engagé Gaël Dupret en 2019, pour l’égalité femmes-hommes et contre le plafond de verre.

### Notoriété
En tant est la joueuse la plus médiatique de sa génération, Paoline Ekambi accède à la notoriété. En 1981, alors âgée de dix-neuf ans, elle est la première sportive, tous sports confondus à faire la « Une » de L'Équipe magazine . Elle est également élue Miss Europe Basketball, en Bulgarie, puis en Italie, par le magazine Balloncesto. Elle fait la couverture de nombreux magazines féminins et plusieurs agences de mannequins la sollicitent, car elle incarne l'alliance du sport et de la féminité de son époque. Paoline est la première joueuse à avoir eu un playground inauguré à son nom le 23 août 1992 à la ville de Tremblay-en-France.

### Engagement contre l'inceste
En avril 2024 est paru aux Editions Amphora, son Livre Ma promesse en héritage co-écrit avec la journaliste sportive Liliane Trévisan, ex-grand reporter à L’Equipe. À travers son histoire personnelle, Paoline Ekambi raconte comment elle a survécu à l'inceste grâce au sport de haut niveau. Dans une biographie écrite à la première personne, et émaillée de témoignages, elle veut donner l’espoir aux victimes d’inceste, mais aussi offrir à la société civile les clefs pour comprendre les victimes et combattre le fléau de l’inceste. Le livre Ma promesse en héritage a obtenu le Prix du Livre lors du festival « Sportives en Lumière » 2025, déjà vainqueur du prix littéraire Sport Scriptum 2024 lors de la cérémonie des Micros d'Or le 14 décembre 2024 à la Plagne.
En juillet 2018, Paoline Ekambi s'entretient avec Axelle Jah Njiké, dans le cadre de l'épisode no 5 du podcast « Me My Sexe and I ». Durant cet enregistrement, elle révèle à travers un récit « poignant, inconcevable pour des oreilles de mère, et parfois intolérable », que son père l'a violée à plusieurs reprises, dès ses quatorze ans. À la suite de la publication du livre La familia grande, écrit par Camille Kouchner, Paoline Ekambi renouvelle son témoignage le 2 février 2021, dans un article publié par le quotidien sportif L'Équipe, et explique qu'elle choisit de parler « pour les autres, pour mettre la société face à ses responsabilités », « interpeller la société, parler aux autres victimes, leur donner l'espoir qu'on peut s'en sortir ». Elle explique également que la pratique du basket et le soutien de ses entraîneurs ont été sa bouée de sauvetage, son échappatoire. Le sport l'a aidée à canaliser sa rage et de retrouver ce qu'elle avait perdu, « une autre famille ». Le 4 novembre 2021, elle est l'invitée de Lauren Bastide, dans le 102e épisode du podcast La Poudre, et prend une nouvelle fois la parole pour que les violences qu'elle a subies « puissent un jour, peut-être, être épargnées à d’autres ». Dans cet entretien, intégré à une série de huit épisodes regroupés sous le libelle « Moi aussi, et après ? », où la parole est donnée aux lanceuses d’alerte sur les violences sexuelles qui ont contribué à la révolution #MeToo, elle regrette le fait que, trop souvent, les sportifs sont réduits à leurs seules performances, alors qu'ils sont nombreux à être confrontés à des enjeux de santé mentale et des traumas. Elle ajoute que bien que les prises de consciences évoluent depuis les témoignages liés au #MeToo inceste, elle souhaite que le rôle des complices soit pris en compte et que les délais de prescription actuels soient abrogés.

## Clubs successifs
- 1979-1984 :  Stade français Paris
- 1984-1986 :  Marist College Red Fox
- 1986-1987 :  AS Villeurbanne
- 1987-1988 :  Stade français Versailles
- 1988-1990 :  US Orchies Nomain
- 1990-1991 :  Bordeaux Chanteclerc
- 1991-1993 :  Adia Paris Racing Club de France
- 1993-1995 :  SCAB Clermont-Ferrand
- 1995-1996 :  Bordeaux Chanteclerc

## Palmarès

### Équipe de France
- Médaille d'Argent au Championnat d'Europe 1993 Italie
- Médaille d’argent aux Jeux Méditerranéens à la Grande Motte 1993
- Médaille d'argent aux Jeux méditerranéens de 1991 Athènes (Grèce)
- Médaille d'Argent au Championnat d'Europe junior 1981 Kecskemét (Hongrie)
- 11e au championnat d'Europe 1980 à Maglaj, Brosanski Brod, Prijedor, Banja Luka (Yougoslavie)
- 11e au Tournoi Mondial de Qualification Olympique 1980[22] à Varna (Bulgarie) - La France échoue dans sa quête Olympique à Moscou 1980
- 8e au championnat d'Europe 1985 Vicence, Trévise (Italie)
- Tournoi de l'amitié 1984 à Moscou (année des JO de Los Angeles 1984 boycottés par le bloc de l'Est à la suite des boycotts des États-Unis aux JO de Moscou 1980[23])
- 8e au championnat d'Europe 1987 à  Jerez, Puerto Santa Maria, Cadix (Espagne) - La saison suivante, la France s'assure de sa participation championnat d'Europe suivant, mais échoue une 2e fois dans sa quête Olympique à Séoul 1988
- 8e au championnat d'Europe 1989 à Varna (Bulgarie)
- 7e au championnat d'Europe cadettes 1978[24] à Cuenca (Espagne)

### Clubs
- 3 fois Championne de France en 1980 - 1983 et 1984 avec le Stade-Français Paris
- 1/4 finaliste Coupe d'Europe Ronchetti 1985 avec le Stade-Français Paris
- 3 fois vainqueur de la Coupe de France Danielle Peter en 1982, 1983 et 1984 avec le Stade-Français Paris
- Championnat Metro Atlantic Athletic Conference (MAAC) Division 1 saison 1984-1985 et 1985-1986 avec Marist College Red Foxes
- 3e au championnat de France 1987 avec AS Villeurbanne
- Vice-championne de France 1988 avec AS Villeurbanne
- Vice championne de France 1988-1989 avec le Stade-Français Versailles
- 3e au championnat de France 1989-1990 avec l'US Orchies Nomain
- 3e au championnat de France 1990-1991 avec Bordeaux Chanteclerc
- Vice championne de France 1991-1992 avec le Racing Club de France (RCF)
- Vice championne de France 1992-1993 avec le SCAB Clermont-Ferrand 63
- 1/4 finaliste Coupe d'Europe Ronchetti 1993-1994 avec le SCAB Clermont-Ferrand 63
- 8 participations à la Coupe d’Europe Ronchetti 1980 – 1983 – 1984 – 1988 – 1989 – 1990 – 1992 – 1993
- 9 participations à la Coupe de France Danielle Peters

## Distinctions personnelles

### Distinctions sportives
- 2024 : Classée 17e dans le Top 50 des joueuses de l'histoire du basketball français
- 2021 : Intronisée au Hall Of Fame du Comité de l'Essonne de Basketball
- 2013 : « Ballon de Crystal » de la Fédération Française de Basketball
- 1993 : 2e joueuse les plus capés au nombre de sélections (254) en équipe de France chez les femmes, après avoir détenu le record pendant plus de 20 ans. En octobre 2017 elle passe le relais à Céline Dumerc qui devient la plus capée avec 262 sélections femmes/hommes confondus. Paoline est à la 3e place femmes/hommes confondus.
- 1990 : Classée dans le Top 15 des meilleures joueuses d'Europe (13e)
- 1989 : Élue Miss Europe Basket au championnat d’Europe à Varna (Bulgarie)
- 1986 : All Star Team 2 & Player of the Week (Marist College /NCAA/ USA)
- 1985 : All Star Team (Équipe d'Europe) au championnat d'Europe Vicence, Trévise (Italie)[25]
- 1979 : Meilleure joueuse « espoir » du Championnat de France NF1 (actuelle LFB)
- Elle sera élue Miss Europe pour la 2e fois par le Mag Pallacastro (Italie)
- 2012 : Intronisée à l’Académie du basketball français (Hall Of Fame)

### Distinctions
- 2025 : Prix  Forbes France 50over50 x L'Oréal Paris[26]
- Chevalier de la Légion d'honneur (2025 )[27]
- 2025 : Ministère des Sports, des Jeux Olympiques et Paralympiques et Médaille de la Région Île-de-France (membre d'honneur)[27]
- 2023 : Médaille « Athlètes pour la paix », par Jean-Luc Pradier, président-fondateur des « Athlètes pour la paix »
- 2021 :  Chevalière de l'ordre national du Mérite
- 1994 :  Médaille de la jeunesse, des sports et de l'engagement associatif, bronze

## Hommages
Le 21 juin 2025, une salle Paoline Ekambi est inaugurée par la ville d'Armentières  pour féminiser encore un peu plus le complexe Léo Lagrange dont la salle numéro 2 porte déjà le nom d'Alice Milliat